# Grablege der Kreuzfahrerkönige

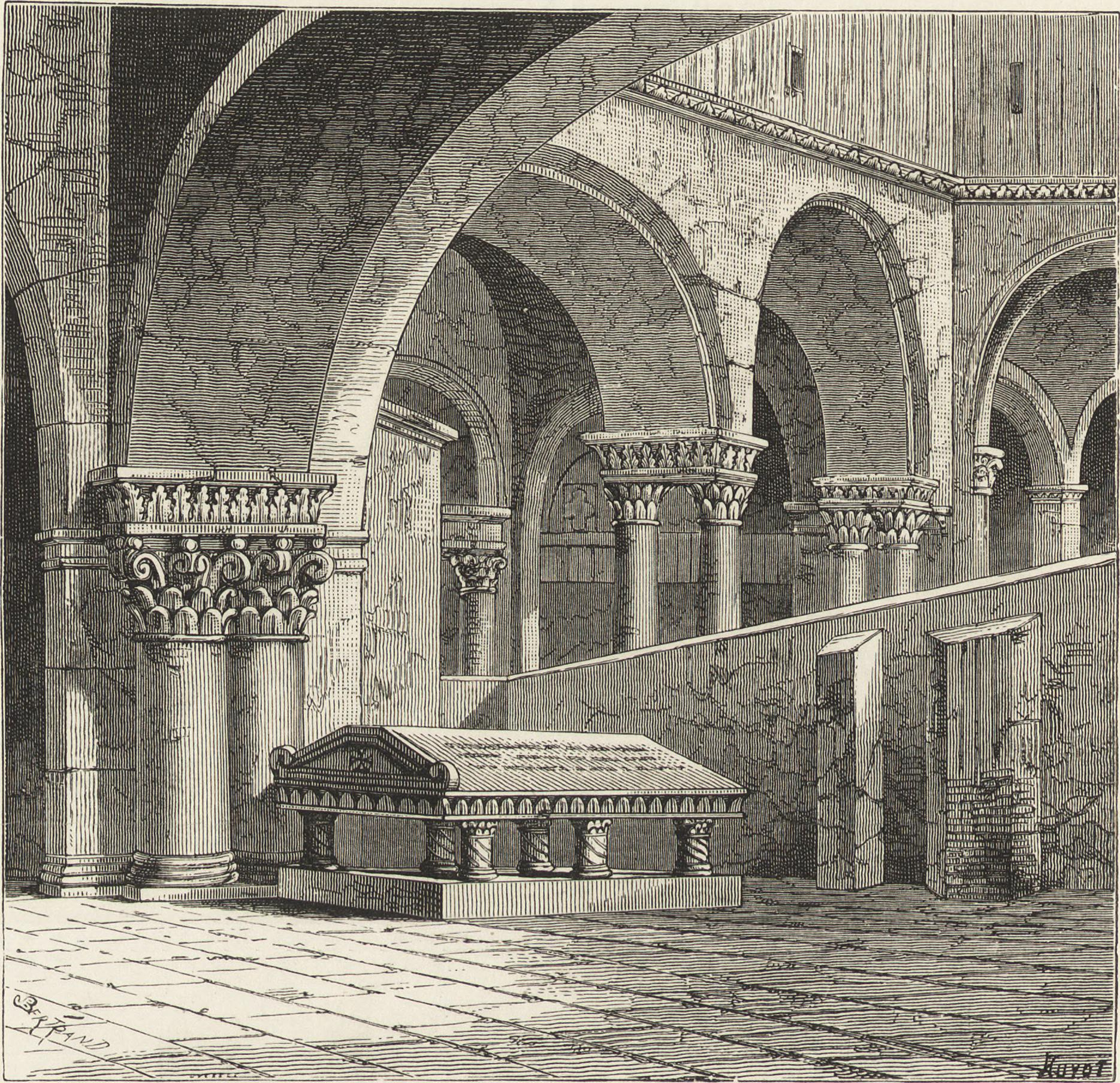
Kenotaph Gottfrieds von Bouillon (1870, nach einem Holzschnitt des 15. Jahrhunderts)

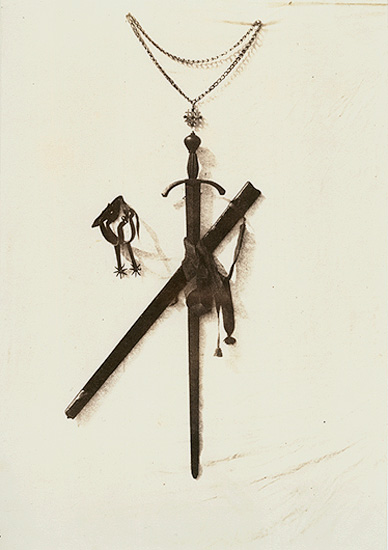
Objekte, die aus dem Grab Gottfrieds von Bouillon stammen sollen, heute in der Sakristei der Grabeskirche

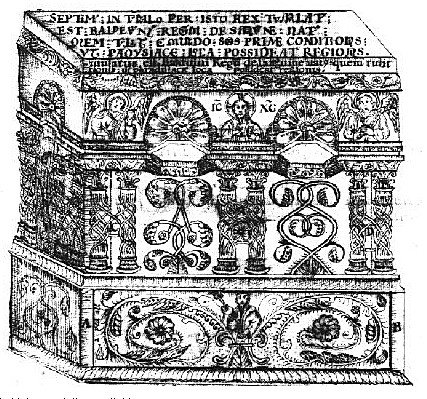
Sarkophag des Königs Balduin V. (Illustration aus: Elzearius Horn, Ichnographiae locorum et monumentorum veterum terrae Sanctae)

Die Grablege der Kreuzfahrerkönige befand sich in der Grabeskirche zu Jerusalem, unterhalb des Golgathafelsens. Dass die Kreuzfahrer in der Grabeskirche einen Bereich als königliche Grablege einrichteten, ist durch zeitgenössische Quellen belegt. Sie war den männlichen Herrschern vorbehalten; keine Königin wurde in der Grabeskirche beigesetzt.

## Kenotaphe Gottfried von Bouillons und Balduins I.
Diese beiden Monumente sind durch Beschreibungen späterer Besucher hinsichtlich ihrer Lage, ihres Aussehens und ihrer Inschriften am besten bekannt. Gottfried wurde nach den Quellen des 12. Jahrhunderts „unten bei der Schädelstätte“ beigesetzt und Balduin neben seinem Bruder „unter dem Kalvaria, an der Stätte, welche Golgatha hieß.“ Auf dem Vorplatz der Adamskapelle, innerhalb eines Mauergevierts, standen bis 1808 Kenotaphe von Gottfried von Bouillon und Balduin I.

### Balduin I.
Das Kenotaph hatte einen dachartigen Aufbau, der auf sechs kurzen Säulen ruhte. An der Giebelseite war ein Kreuz eingraviert. Auf der Deckplatte befand sich eine metrisch geformte Inschrift:

„+ REX BALDEWINVS : IVDAS ALTER MACHABAEVS *

SPES PATRI(A)E VIGOR ECCL(ES)I(A)E VIRT(VS) VTRIVSQ(VE) *

QVEM FORMIDABANT CVI DONA TRIBVTA FEREBANT

CEDAR & EGYPT(VS) DAN AC HOMICIDA DAMASCVS +

PROH DOLOR IN MODICO CLAVDITUR HOC TVM(V)LO“

„Der König Balduin, ein zweiter Judas Maccabaeus,

Hoffnung des Vaterlandes, Kraft der Kirche und Stärke beider,

vor dem erschraken und dem Tribute brachten

Kedar, Ägypten, Dan und das mörderische Damaskus,

ist, leider, in diesem engen Grab eingeschlossen.“

### Gottfried von Bouillon
Das Kenotaph glich dem seines Bruders; die Inschrift auf der Deckplatte lautete:

„+ HIC IACET INCLITVS DVX GODE

FRIDVS DE BVLION : QVI TOTAM IS

TAM : TERRAM : A(C)QVISIVIT CVL

TVI : (CH)RI(ST)IANO : CVI(VS) ANIMA : REGNET

CVM (CH)R(IST)O : AMEN :“

„Hier ruht der ruhmreiche Herzog Gottfried von Bouillon,

der dieses ganze Land

für die christliche Religion gewann.

Seine Seele möge herrschen

mit Christus. Amen.“

## Weitere Königsgräber
Die Angabe der zeitgenössischen Chronisten, wonach die Herrscher „ante locum, qui dicitur Golgatha“ (vor dem Ort, den man Golgatha nennt) beigesetzt wurden, möchte den Königen eine Ruhestätte an diesem symbolisch bedeutsamen Ort zusprechen und ist deshalb nicht wortwörtlich zu verstehen. Denn bei den Gräbern Gottfrieds und Balduins I. war nicht hinreichend Platz. Daher wurde die Angabe „vor Golgatha“ elastisch interpretiert.
Tatsächlich befanden sie sich an der Südseite des damaligen Domherrenchores (heute Katholikon). In der Nähe des Salbungssteins wurde Balduin II. beigesetzt, westlich davon Fulko, östlich Balduin III., Amalrich, Balduin IV. und Balduin V.
Cornelis de Bruyn bereiste Palästina im Jahr 1681. Er schrieb, dass er, aus der Adamskapelle tretend, gegenüber der Kirchentür, an der Wand des Chores aufgereiht, drei Grabmäler „aus sehr schönem Marmor“ gesehen habe. Man sagte ihm, hier seien der Herzog von Florenz und sein Sohn begraben; der im dritten Grab Beigesetzte sei unbekannt. Da er von anderer Seite aber hörte, dass hier ein König Balduin und seine Ehefrau beigesetzt seien, schrieb er eine Inschrift mit Lesehilfe anderer Reisender ab:

„Septimus in tumulo puer isto Rex tumulatus

Est Baldewinus, Regum de Sanguine natus,

Quem tulit è mundo sors prime conditionis,

Et Paradisiacae loca possideat regionis.“

Elzearius Horn sah Anfang des 18. Jahrhunderts noch vier beschädigte und zerbrochene Königsgräber, die nördlich von den Kenotaphen Gottfrieds und Balduins I., nahe beim Salbungsstein, aufgestellt seien. Davon sei der Sarkophag Balduins V., den er abzeichnete, der schönste.

## Zerstörung
Im August 1244 überfielen choresmische Söldner das schwach verteidigte Jerusalem. Sie plünderten unter anderem die Gräber der Könige und rissen ihre Gebeine heraus. Es handelt sich danach (mindestens) bei den Grabmälern für Balduin I. und Gottfried von Bouillon um Kenotaphe.
Da die Grablege der Kreuzfahrerkönige für die bei anderen Konfessionen verhasste Zeit der Lateinerherrschaft stand und die Gräber einen Anspruch der römisch-katholischen Kirche (Kustodie des Heiligen Landes) auf die Adamskapelle und das Katholikon hätten begründen können, wurden alle Grabmäler entfernt bzw. zerstört:
- 1778 wurden letztmals mehrere Gräber am Katholikon erwähnt;
- 1800 gab es am Katholikon nur mehr das Grab Balduins;
- 1806, zwei Jahre vor dem großen Brand, wurden letztmals die Gräber Gottfrieds und Balduins vor der Adamskapelle ausdrücklich erwähnt.

Es wird allgemein angenommen, dass bei den Renovierungsarbeiten nach dem Brand von 1808, die unter der Leitung der griechisch-orthodoxen Kirche stattfanden, die Reste der Grabmonumente vollständig abgeräumt wurden. „Ein neuer Stein der Salbung kommt an den heutigen Ort innerhalb der Hauptportale, während die dortigen Gräber der Kf.-Könige entfernt wurden.“

## Fragmente
Reste der Sarkophage existieren noch. Bekannt geworden sind mehrere Stücke des reich verzierten Sarkophags Balduins V. und ein Stück eines anderen Sarkophags, der in ähnlichem Stil dekoriert war (möglicherweise der Sarkophag Balduins IV., der nur 18 Monate vor ihm verstorben war). Das Griechisch-Orthodoxe Patriarchat von Jerusalem besitzt vom Sarkophag Balduins V. unter anderem eine Marmorplatte (71,1 × 40 × 6 cm), dekoriert mit Rankenwerk, die im Metropolitan Museum ausgestellt wurde. Zehava Jacobys Rekonstruktionsvorschlag des Sarkophags ist im Museum des Patriarchats ausgestellt.

## Grab der Königin Melisende
Königin Melisende wurde nicht in der Grablege der Kreuzfahrerkönige beigesetzt, sondern im Kloster S. Maria im Tal Josaphat. Ihr Grab war Teil der kreuzfahrerzeitlichen Treppenanlage, die ins Mariengrab hinunterführt: eine Nische auf der linken (westlichen) Seite der Treppe, jetzt griechisch-orthodoxe Kapelle der Heiligen Joachim und Anna. Der Sarkophag der Königin wurde wohl im 14. Jahrhundert aus dieser Kapelle entfernt und an das untere rechte Ende der Treppe versetzt, wo er letztmals von Felix Fabri gesehen wurde.